# アルバレアの乙女
『アルバレアの乙女』（アルバレアのおとめ）は、1997年6月27日にNECホームエレクトロニクスからPC-FX用に発売された恋愛シミュレーションゲーム。1998年10月8日にメサイヤからPlayStation版が発売。2009年5月13日からエクストリームによるPlayStation 3、PlayStation Portable用のオンライン配信が開始された。
女性向け恋愛シミュレーションゲームとしては、コーエーのアンジェリークシリーズに続く2作目。

## 歴史
アルバレアの乙女
1997年6月27日。PC-FX用。NECホームエレクトロニクスより発売。
アルバレアの乙女〜麗しの聖騎士たち〜
1998年10月8日。PS用。メサイヤより発売。
2009年5月13日。PS3、PSP用。エクストリームより発売。

## ストーリー
物語の舞台は、西欧の中世風世界のアルバレア王国。国を守る力を宿す「聖乙女」のマリアの力が弱まってきたため、後継者候補として、素質のある少女達が3人集められた。プレイヤーは候補の1人である主人公のアシャンティ＝リィスとして、5人の聖騎士の指導を受けながら次代の聖乙女を目指す。聖乙女になるか騎士達との恋を選ぶかは、プレイヤー次第。

## 登場人物

### 聖乙女候補
アシャンティ＝リィス
声 - 無し
主人公（名前変更不可）。17歳。160cm。47kg。元気で怖いもの知らずな性格。通称アシャン。小説では地方領主の娘という設定。
ファナ＝デ・ラ・ウィーヴェル・ライエンダイク
声 - 平松晶子
主人公のライバル。9月2日生まれ。17歳。獅子座。AB型。162cm。49kg。名門貴族の出のお嬢様。曲がった事を嫌う。勝気で気高い。
ミュイール＝メルロワーズ
声 - 矢島晶子
主人公のライバル。5月24日生まれ。17歳。牡牛座。B型。159cm。45kg。学者の血筋で、おっとりしているが芯が強くしっかり者。相談役として人気がある。

### 聖騎士
レオン＝デュランダール
声 - 結城比呂
赤炎聖騎士団団長。人を守りたい純粋な願いから聖騎士の地位まで上り詰めた。8月17日生まれ。22歳。獅子座。A型。185cm。77kg。生真面目で熱血。ハンナ（声 - 南央美）という妹がいる。
カイン＝ゴートランド
声 - 鈴木琢磨
蒼流聖騎士団団長。7月20日生まれ。20歳。蟹座。AB型。188cm。67kg。無口で無表情。
ジャン・アンリ＝ダッソー
声 - 岩永哲哉
嵐雷聖騎士団団長。6月21日生まれ。14歳。双子座。B型。162cm。49kg。人懐っこく明るい性格から町民の間で人気を誇る。
マハト＝アル・シェイバニ
声 - 渋谷茂
深緑聖騎士団団長。9月18日生まれ。23歳。乙女座。A型。191cm。71kg。温和で知的。
ロテール・アルヌルーフ＝リング・テムコ・ヴォルト
声 - 森川智之
燐光聖騎士団団長。11月13日生まれ。25歳。天秤座。O型。188cm。71kg。プレイボーイではあっても決して本心を見せない。

### その他
マリア・ヨゼファ＝ファン・ナッソウ
声 - 折笠愛
当代の聖乙女。12月9日生まれ。28歳。蛇遣座。O型。165cm。47kg。温和で気品がある。
レン＝ムワヴィア
声 - 檜山修之
漆黒の髪を持つ謎の青年。179cm。65kg。聖乙女EDを達成すると、次のプレイから攻略可能キャラとして出会うことが出来る。

## スタッフ
- キャラクターデザイン：モテギ春恵
- シナリオ：松下秀高

## 関連書籍

### 小説
田中桂:著 / モテギ春恵:挿画 / ASUKAノベルス刊
- アルバレアの乙女―聖騎士の都
- アルバレアの乙女―聖乙女の翼

### 漫画
モテギ春恵:画 / 本多かほる:原作 / 月刊ふぁんデラ：連載 / あすかコミックスDX刊
- アルバレアの乙女 全2巻

### 攻略本
- アルバレアの乙女〜麗しの聖騎士たち〜恋愛ガイドブック